# 나나이로노아시타 ~brand new beat~/Your Color
〈나나이로노아시타 〜brand new beat〜/Your Color〉(일본어: 七色の明日~brand new beat~/Your Color→일곱빛깔의 내일~brand new beat~/Your Color)는 보아가 일본에서 발매한 19번째 싱글로, 2006년 4월 5일 발매되었다. 4번째 정규 앨범 《OUTGROW》 발매 이후 첫 싱글로, 〈七色の明日~brand new beat~〉와 〈Your Color〉가 모두 싱글의 타이틀 곡인 더블 타이틀 싱글이다.
그동안 보아의 앨범들은 CD반과 CD+DVD반의 두 가지 형태로 발매되어 왔지만, 싱글들은 오직 CD반 한 가지 형태로 발매되어 왔다. 하지만 이 싱글들부터는 싱글에서도 DVD가 붙어 CD반과 CD+DVD반의 두 가지 형태로 발매되기 시작하였다. 하지만 이 때는 CD반과 CD+DVD반의 자켓이 같았으며, 둘 사이의 자켓에 차이가 나타난 것은 1년 뒤인 〈Sweet Impact〉가 발매되었을 때부터였다.
타이틀 곡인 〈七色の明日~brand new beat~〉와 〈Your Color〉가 서로 완전히 다른 분위기의 곡이기 때문에, 싱글의 앞쪽 자켓과 뒤쪽 자켓은 서로 다른 느낌으로 촬영되어 있다. 앞쪽 자켓은 〈七色の明日~brand new beat~〉에 맞게 밝은 배경에 토끼·다람쥐·꽃병 등의 소품으로 전체적으로 아기자기하게 꾸민 반면, 뒤쪽 자켓은 〈Your Color〉에 맞게 어두운 배경에 어두운 색의 옷을 입고 촬영하였다.
이전까지 보아의 더블 타이틀 싱글들이 한 곡에만 치중된 활동을 했던 것과는 달리, 이 싱글에서는 두 곡을 비교적 고르게 안배하여 방송 활동하였다.
이 싱글의 수록곡들은 모두 2007년 1월 17일에 발매된 5번째 정규 앨범 《MADE IN TWENTY (20)》에 수록되었다.

## 트랙 리스트
CD
1. 七色の明日~brand new beat~ 일곱 빛깔의 내일~brand new beat~
  - 작사 : 보아, MIZUE / 작곡 : 노이 요지 / 편곡 : Daisuke"D.I"Imai & Chikara"Ricky"Hazama
  - 봄에 걸맞게 밝은 분위기의 댄스곡으로, 가사에 'RED', 'BLUE', 'WHITE', '일곱 빛깔' 등 색깔과 관련된 단어들을 적극적으로 사용하여 색채감을 드러내고 있다. 보아가 직접 출연한 일본의 화장품 브랜드 KOSE 'FASIO'의 광고 음악으로 사용되었다.
  - 베스트 앨범 《BEST OF SOUL》 이후 첫 싱글이었던 〈DO THE MOTION〉이 보아의 어른스러운 면을 강조했다면, 《OUTGROW》 이후 첫 싱글인 이 곡은 과거 보아의 모습을 다시 나타낸다.
  - 뮤직 비디오는 카페를 배경으로, 여자 댄서들과 팀을 이뤄 춤을 추면서 반대편의 남자 댄서들과 대결 구도를 이루면서 내용이 이어져 나가는데, 1절에는 카페 청소 도구를 이용해서 하키를, 2절에는 농구를 하는 장면이 등장한다. 뮤직 비디오에 사용된 곡과 원곡에는 차이가 있는데, 뮤직 비디오에는 2절 후렴이 끝나고 격렬한 춤을 출 수 있도록 원곡이 리믹스되어 있다. 뮤직 비디오의 원래 버전과 함께 댄스가 주를 이루고 있는 댄스 버전 뮤직 비디오도 이 싱글의 DVD에 함께 수록되어 있다.
  - 2006년 12월 31일에 열렸던 NHK 홍백가합전에 이 곡으로 출연했다.
2. Your Color
  - 작사 : Satomi / 작곡 : 야마구치 히로 / 편곡 : h-wonder
  - 〈七色の明日~brand new beat~〉와 대조가 되는 어두운 분위기의 R&B 발라드 곡으로, 게임 《NINTY-NINE NIGHTS》의 테마곡으로 사용되었다.
3. 七色の明日~brand new beat~ (TV Mix)
4. Your Color (TV Mix)

DVD
1. 七色の明日~brand new beat~ (Video clip)
2. 七色の明日~brand new beat~ (Video clip Dance Ver.)

## 차트 기록
〈七色の明日~brand new beat~/Your Color〉의 발매주는 일본에서 가수로도 활동하고 있는 류시원의 〈夏の夢/好きです, 好きです〉가 발매를 하는 주였고, 2006년 3월 22일 발매되어 밀리언을 돌파한 일본의 그룹 캇툰의 데뷔 싱글 〈Real Face〉의 3주차였다. 〈七色の明日~brand new beat~/Your Color〉는 발매 첫날 오리콘 일간 차트 1위를 차지했지만, 이후 2~3일 째에는 류시원의 싱글이 1위를 차지했다. 그러나 4~6일 째에는 캇툰의 싱글이 다시 1위를 차지하면서 결국 주간 차트 1위는 캇툰이 차지했다. 류시원의 싱글은 2위를, 보아의 싱글은 3위를 기록했다. 보아의 싱글이 오리콘 일간 싱글 차트 1위를 차지한 것은 〈Shine We Are!/Earthsong〉, 〈DO THE MOTION〉에 이어 3번째였다.
오리콘 싱글 차트
| 차트                  | 최고 순위 | 총 판매량 | 차트 진입 횟수 |
| --------------------- | --------- | --------- | -------------- |
| 오리콘 일간 싱글 차트 | 1위       |           |                |
| 오리콘 주간 싱글 차트 | 3위       | 90,936장  | 15회           |
| 오리콘 연간 싱글 차트 | 100위     |           |                |